# Papaleksi (cràter)

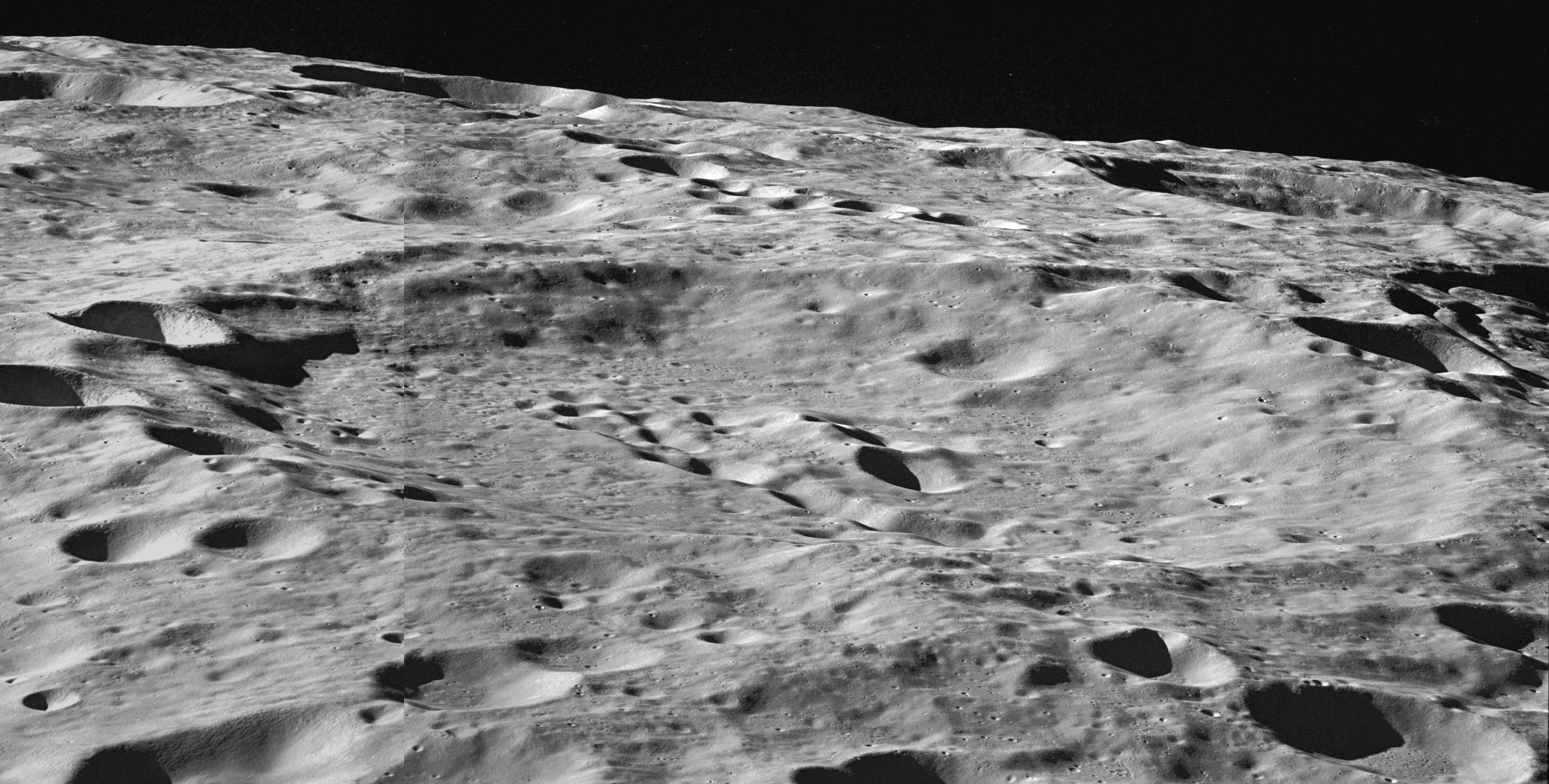
Fotografia de la missió Apol·lo 10

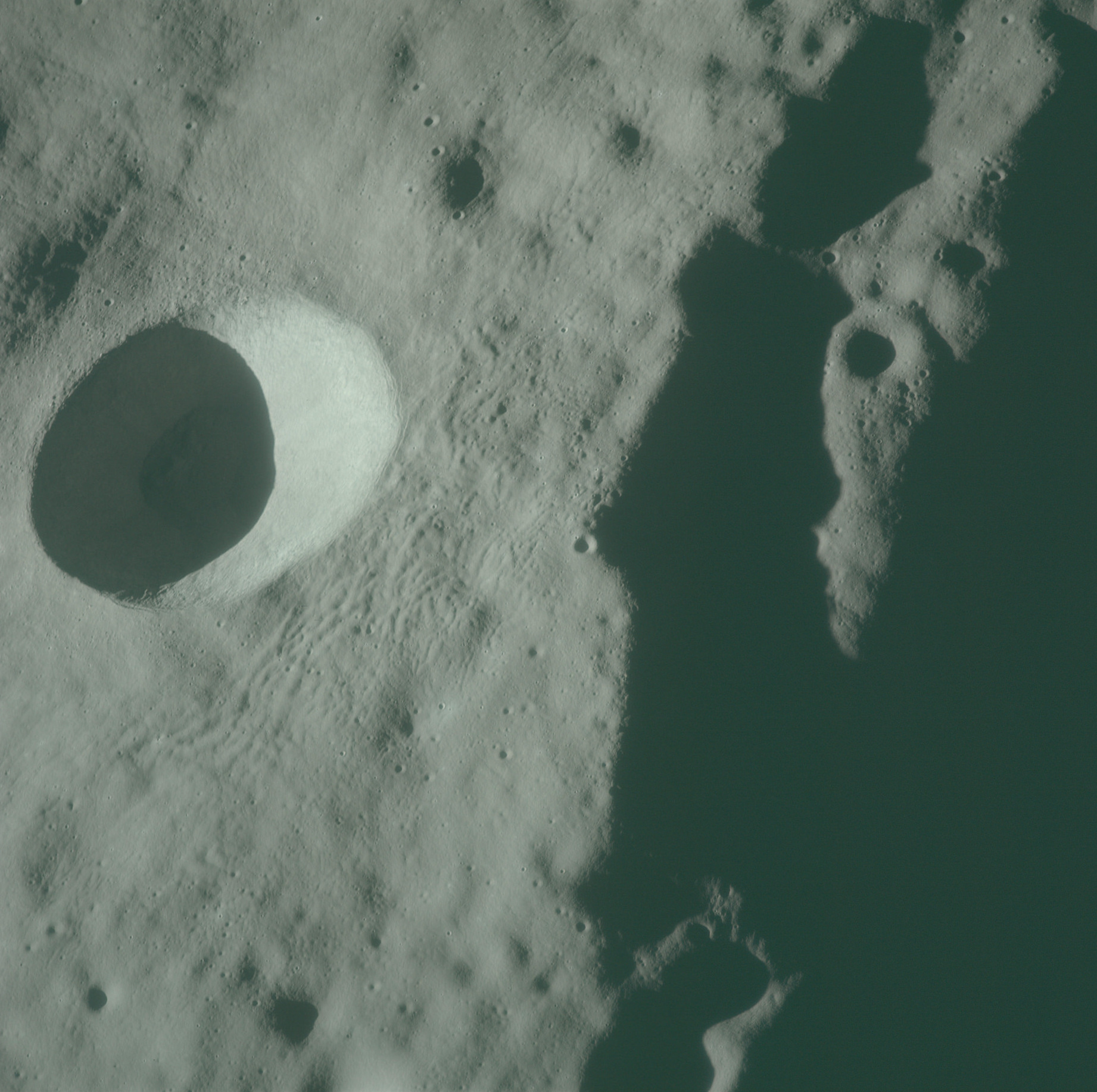
Fotografia de la missió Apol·lo 16

Papaleksi és un cràter d'impacte pertanyent a la cara oculta de la Lluna. Es troba en els voltants del gran cràter Mandel'shtam, en el seu sector nord-est. Al voltant de 20 km al nord-est de Papaleksi es troba el cràter similar Spencer Jones.

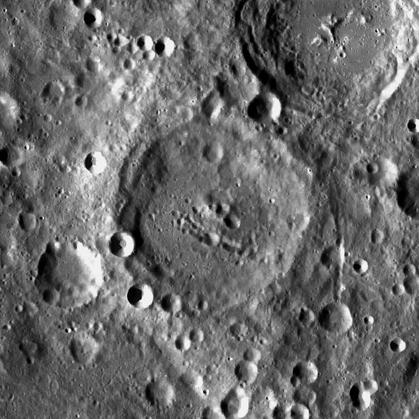
Fotografia de la missió LRO

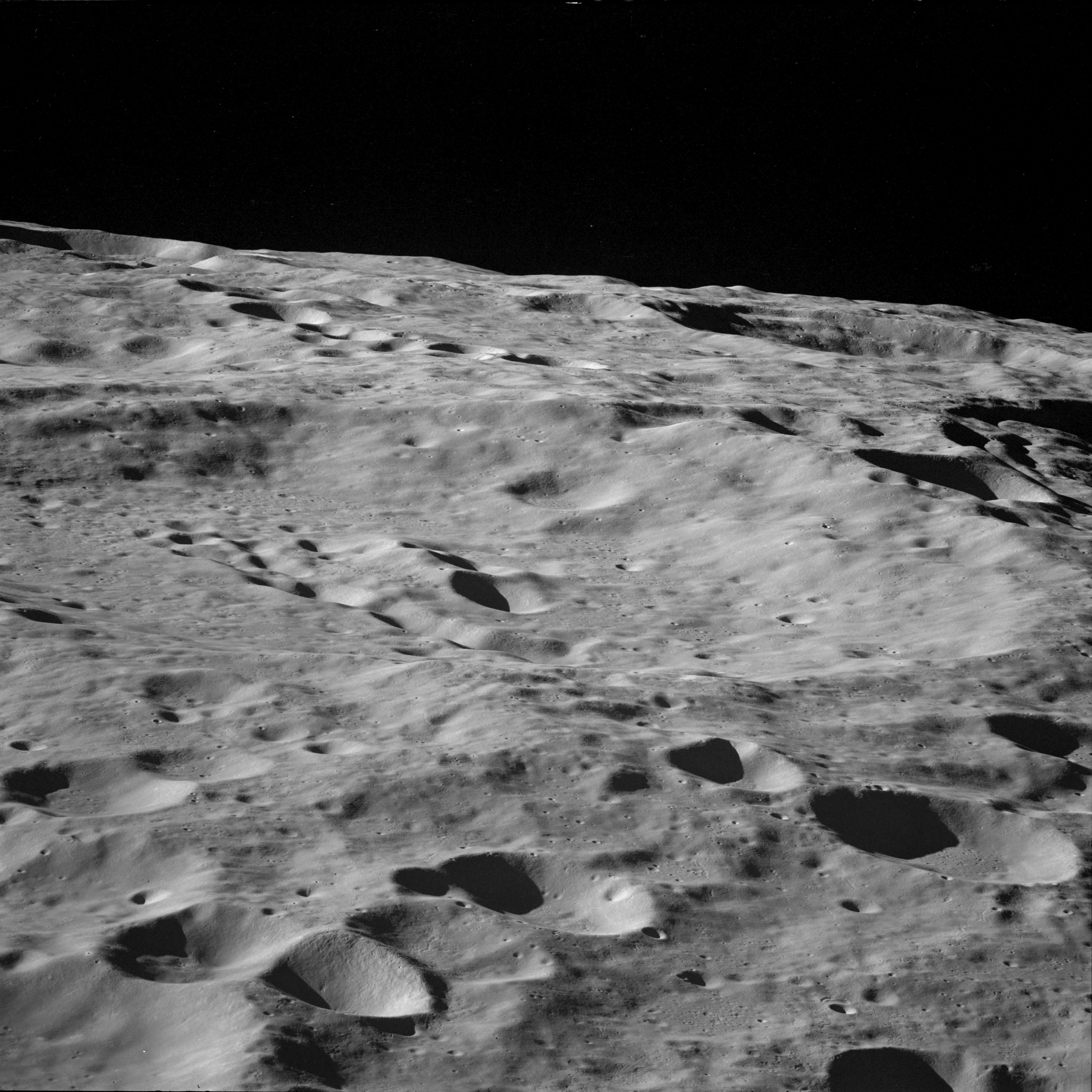
Vista rasant de Papaleski

Es tracta d'un cràter aproximadament circular, amb una vora exterior erosionada que ha perdut gran part del seu perfil inicial. Gran part de l'estructura original s'ha desgastada, encara que només tres petits cràters es troben en la vora sud-oest. Presenta una cresta central prop del punt central amb un impacte en l'extrem est, i una disposició lineal de petits impactes al sud d'aquesta cresta. Un petit cràter apareix en la vora de la paret interior del nord.

## Cràters satèl·lit
Per convenció aquests elements són identificats en els mapes lunars posant la lletra en el costat del punt central del cràter que està més proper a Papaleksi.
|           | \| Papaleksi \| Coordenades \| Diàmetre \| \| --------- \| ------------------------------------ \| -------- \| \| Q \| 9° 00′ N, 162° 42′ E / 9.0°N,162.7°E \| 14 km \| |          |
| Papaleksi | Coordenades | Diàmetre |
| Q         | 9° 00′ N, 162° 42′ E / 9.0°N,162.7°E | 14 km    |